# Stephan Burger

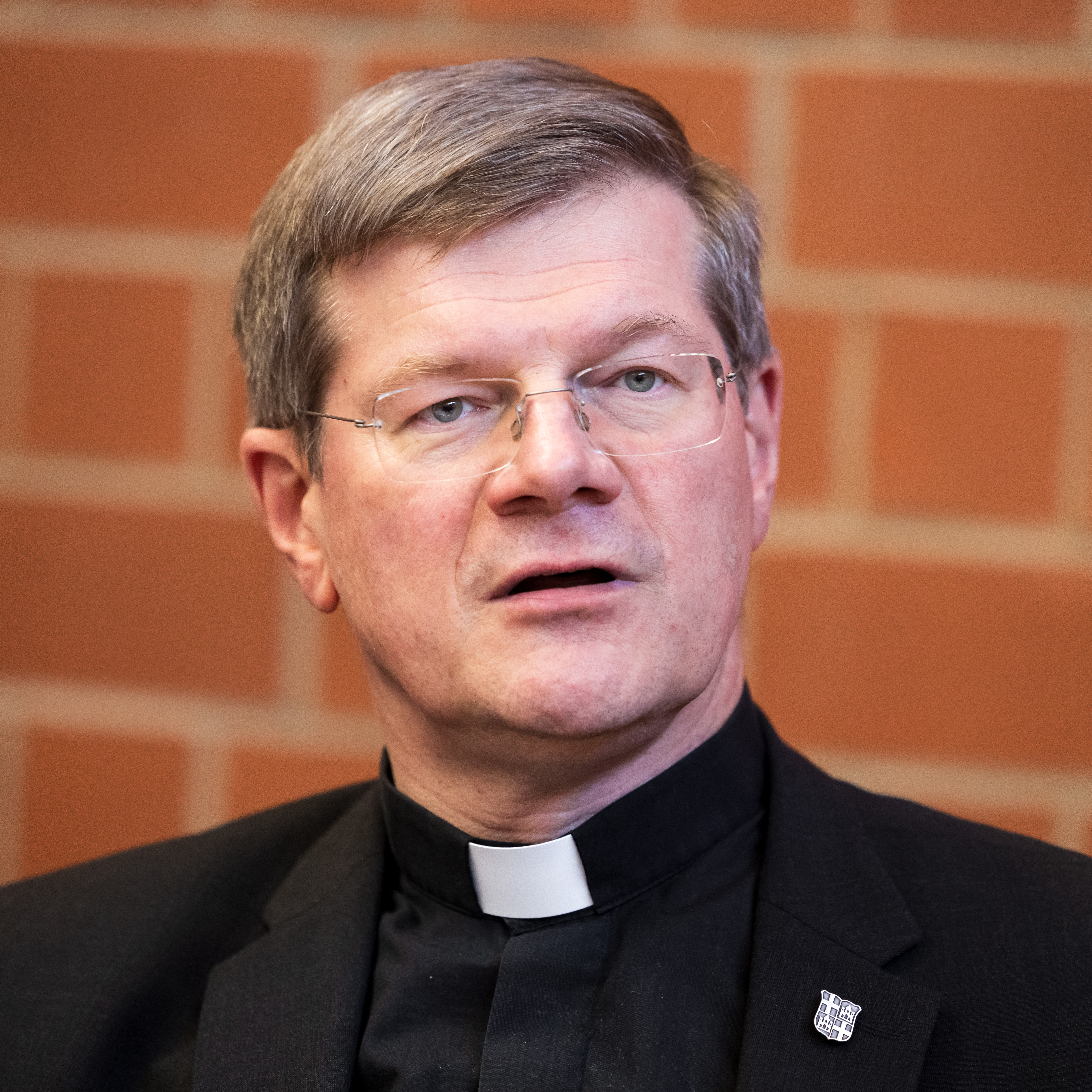
Stephan Burger (2023)

Erzbischofswappen von Stephan Burger

Stephan Burger (* 29. April 1962 in Freiburg im Breisgau) ist ein deutscher römisch-katholischer Geistlicher. Er ist Erzbischof von Freiburg und Metropolit der Oberrheinischen Kirchenprovinz.

## Leben
Stephan Burger wurde als Sohn des Kraftfahrzeugmeisters Willi Burger (1928–2021) und dessen Ehefrau Elisabeth, geb. Benitz (1930–2019), in Freiburg geboren und wuchs in Löffingen auf. Er hat zwei Brüder und eine Schwester. Sein jüngerer Bruder Tutilo Burger OSB ist seit 2011 Erzabt der Benediktiner-Erzabtei Beuron.
Nach dem Besuch der Grundschule und Realschule wechselte er auf das Internat Hersberg in Immenstaad am Bodensee. Er trat in das Collegium Borromaeum, das damalige theologische Konvikt in Freiburg im Breisgau, ein und studierte Philosophie und Theologie in Freiburg und München. Am 20. Mai 1990 empfing er im Freiburger Münster die Priesterweihe durch Erzbischof Oskar Saier und feierte seine Primiz in Sankt Michael in Löffingen. Er war zunächst Vikar in Tauberbischofsheim und Pforzheim. Ab 1995 war er zunächst Pfarradministrator und schließlich Pfarrer von St. Mauritius in St. Leon-Rot. Parallel absolvierte er von 2004 bis 2006 ein kirchenrechtliches Lizenziatsstudium am Kanonistischen Institut der Universität Münster.
Am Offizialat, dem Kirchengericht der Erzdiözese Freiburg, war er seit 2002 Ehebandverteidiger (Defensor vinculi), seit 2006 Kirchenanwalt (Promotor iustitiae) und seit 2007 Offizial und Leiter des Kirchengerichts. Er betreute unter anderem das Seligsprechungsverfahren des NS-Opfers Max Josef Metzger. Er war von 2013 bis 2014 Domkapitular.
Am 30. Mai 2014 ernannte ihn Papst Franziskus als Nachfolger von Robert Zollitsch zum fünfzehnten Erzbischof der 1827 gegründeten Erzdiözese Freiburg. Die Bischofsweihe und feierliche Amtseinführung durch seinen Vorgänger fand am 29. Juni 2014 im Freiburger Münster statt. Mitkonsekratoren waren der Bischof von Mainz, Karl Kardinal Lehmann, und der Bischof von Rottenburg-Stuttgart, Gebhard Fürst. Stephan Burger wählte den Wahlspruch Christus in cordibus („Christus in den Herzen“), der dem Brief des Paulus an die Epheser (Eph 3,17 ) entstammt.
Zollitsch bezeichnete Burger bei der Vorstellung des neuen Erzbischofs als „im guten Sinne konservativ“ und „Mann der Mitte“.
Stephan Burger wurde auf der Herbst-Vollversammlung 2014 der Deutschen Bischofskonferenz zum Mitglied der Kommission Weltkirche und Vorsitzenden der Unterkommission für Entwicklungsfragen (insbes. MISEREOR) sowie Mitglied der Bischöflichen Arbeitsgruppe „Arbeitsrecht“ berufen. Das Bischöfliche Hilfswerk Misereor, dessen Förderschwerpunkte insbesondere ländliche Entwicklung, Gesundheit, Bildung Demokratie und die Einhaltung der Menschenrechte sind, ist zuständig für die Entwicklungspartnerschaft mit Afrika, Asien, Lateinamerika und Ozeanien. Seit 2016 ist er auch Vorsitzender der Caritaskommission. Seit dem 28. September 2022 ist Burger Stellvertreter des Missbrauchsbeauftragten der Deutschen Bischofskonferenz, Bischof Helmut Dieser.

## Positionen und Amtsführung (Auswahl)

### Schöpfungsverantwortung und Klimaengagement
Im Jahr 2024 initiierte Erzbischof Burger die Einführung eines diözesanen Klimaschutzfonds, mit dem nachhaltige Projekte in Pfarreien und kirchlichen Einrichtungen gefördert werden. Unter seiner Leitung wurde der Umweltpreis der Erzdiözese neu aufgestellt und mit kommunikativen Formaten wie Kurzfilmwettbewerben verbunden, um Jugendliche für ökologische Themen zu sensibilisieren.

### Humanitäres Engagement
Als Schirmherr des Caritas Baby Hospitals in Betlehem setzt sich Burger seit Jahren für diese Einrichtung ein. In seiner Eigenschaft als Vorsitzender der Caritas-Kommission der Deutschen Bischofskonferenz unterstützt er weltweit Hilfsprojekte, so zuletzt in der Ukraine.

### Zölibat
Burger erklärte in einem Interview im April 2019, dass die Abschaffung des Zölibats, des verpflichtenden Ehelosigkeitsgebots für katholische Priester, kirchenrechtlich möglich sei. Der Papst als oberster Gesetzgeber der Kirche könne das ändern. Er selbst befürworte jedoch die Ehelosigkeit von Priestern.

### Frauenordination
In einem als Videostream öffentlich übertragenen Gesprächsabend mit jungen Katholiken im Juli 2021 nahm Burger ablehnend Stellung gegen die Weihe von Frauen zu Priesterinnen (Frauenordination). Er persönlich als Mensch tue sich schwer damit.

### Segnung gleichgeschlechtlicher Paare
Im Jahr 2018 hatte Burger für das Erzbistum Freiburg die kirchliche Segnung gleichgeschlechtlicher Paare abgelehnt. Dies stellt aus seiner Sicht keine Diskriminierung gleichgeschlechtlicher Paare dar.

### Höhergruppierungen bei der Besoldung des Personals der Leitungsebene der Erzdiözese Freiburg
In der Amtszeit bzw. unter der Leitung von Erzbischof Burger wurde mit dem Ende 2021 verabschiedeten Haushaltsplan 2022/2023 das Personal der Leitungsebene der Erzdiözese Freiburg in höhere Gehaltsgruppen eingestuft (zusätzlich zu den regelmäßig stattfindenden Erhöhungen der Grundgehaltssätze). Die entsprechenden Gehälter wurden durch die Höhergruppierungen um bis zu zehn Prozent und mehr erhöht, das Gehalt des Erzbischofs selbst um knapp sechs Prozent (Höhergruppierung von Besoldungsgruppe B8 nach B9). Das Vorgehen und die Höhe der Gehaltsanhebungen stießen auf Kritik, auch vor dem Hintergrund des starken Rückgangs der Mitgliederzahlen und der verfügbaren finanziellen Mittel der Erzdiözese. Bemängelt wurde die fehlende Einbeziehung der Gremien wie Kirchensteuerausschuss und Kirchensteuervertretung, bevor die neue Eingruppierung umgesetzt wurde. Georg Bier, Professor für Kirchenrecht an der Universität Freiburg, kritisierte, dass das Vorgehen der Erzdiözese dem Besoldungsgedanken widerspreche: Eine Höhergruppierung erfolge im Rahmen der Besoldung in der Regel nur dann, wenn damit auch eine neue Funktion mit neuen, verantwortungsvolleren Aufgaben einhergehe.

### Kündigung von Domkapellmeister Boris Böhmann
Zu Kritik an der Amtsführung von Erzbischof Burger führte auch die im Juli 2024 ausgesprochene Entlassung von Domkapellmeister Boris Böhmann nach 22 Jahren in diesem Amt zum 28. Februar 2025. Medienberichten zufolge sollen langjährige Konflikte und Differenzen Böhmanns mit seiner Stellvertreterin eine Ursache für die Kündigung sein.
Die Entscheidung führte zu Protesten in den Chören des Freiburger Münsters. Während der von Burger zelebrierten Christmette 2024 kam es nach einem Auftritt der Domsingknaben zu fünfminütigem demonstrativem Applaus als Solidaritätsbekundung für Böhmann. Dieser wurde infolgedessen am 30. Dezember 2024 mit sofortiger Wirkung freigestellt. Der Vorstand sowie Elternvertreter der Chöre kritisierten mangelnde Gesprächsbereitschaft Burgers, was in deren Rücktritt im Januar 2025 mündete. Zahlreiche Sänger stellten ihre Mitarbeit ein und traten der neu gegründeten Chorakademie Freiburg bei, als deren künstlerischer Leiter Böhmann seit Februar 2025 fungiert. Im April 2025 gaben das Erzbistum und Böhmann bekannt, sich außergerichtlich und in bestem „Einvernehmen auf eine Beendigung ihres Arbeitsverhältnisses geeinigt“ zu haben, wobei ein „umfassendes Stillschweigen über den Inhalt der Absprachen vereinbart worden“ sei.

## Erzbischöfliches Wappen
Burgers erzbischöfliches Wappen ist eine rote Burg auf blauem Grund. Die Burg erinnert an seinen Namen, und das Stadttor ist seinem ehemaligen Wohnort Burkheim entlehnt, wobei der blaue Grund den himmlischen Bezug symbolisiert. Das rote Kreuz auf goldenem Grund, mit dem das persönliche Wappenbild geviert ist, ist das Wappen des Erzbistums Freiburg. Burgers Wappen trägt auch seinen erzbischöflichen Wahlspruch Christus in cordibus, d. h. „Christus in den Herzen“ (Eph 3,17 ).

## Ehrungen und Auszeichnungen
Am 14. Februar 2015 wurde Stephan Burger als Ehrenmitglied durch den Philistersenior Bernhard Uhde in die katholische Studentenverbindung K.D.St.V. Wildenstein im CV zu Freiburg im Breisgau aufgenommen. In der Fronleichnamswoche 2023, im Rahmen des 150. Stiftungsfestes, wurde Stephan Burger ebenfalls als Ehrenmitglied in die K.D.St.V. Hercynia im CV zu Freiburg im Breisgau aufgenommen.
2016 wurde er von Kardinal-Großmeister Edwin Frederick Kardinal O’Brien zum Großoffizier des Päpstlichen Ritterordens vom Heiligen Grab zu Jerusalem ernannt und am 21. Mai 2016 im St.-Paulus-Dom in Münster durch Reinhard Kardinal Marx, Großprior der deutschen Statthalterei, investiert. Er gehört der Komturei Albertus Magnus Freiburg dieses Päpstlichen Laienordens an. Er ist zudem Mitglied des Deutschen Vereins vom Heiligen Lande.
Am 18. Juni 2016 wurde Stephan Burger anlässlich der Generalversammlung der Deutschen Assoziation des Souveränen Malteser Ritterordens in einem Pontifikalamt zum Hochfest des Hl. Johannes des Täufers im Münster Unserer Lieben Frau zu Konstanz durch den Assoziationskaplan, den Berliner Weihbischof Matthias Heinrich, sowie den Präsidenten des Malteserordens in Deutschland, Erich Prinz von Lobkowicz, als Ehren-Konventualkaplan (ECCap) in den Malteserorden aufgenommen.